# Clipping (Medienbeobachtung)
Als Clipping bzw. Presse-Clipping (engl. press cutting) werden in der Medienbeobachtung Medienausschnitte, klassisch vor allem Zeitungsausschnitte,  bezeichnet.
Je nach Urheberrecht und Verwendungszweck wird der Medienbericht durch ein digitales oder analoges Faksimile des originalen Zeitungs- oder Online-Artikels dokumentiert und mit Quellenangaben sowie Zusatzinformationen wie Auflage, Reichweite, Verleger, Platzierung und so weiter ergänzt. Teilweise werden auch Original-Artikel ausgeschnitten und auf ein DIN-A4-Blatt aufgezogen. Beim elektronischen Clipping hat sich aufgrund seiner einfachen Druckbarkeit das Portable Document Format (PDF) durchgesetzt.